# Joseph Bishara
Joseph Bishara (New Brunswick, 26 luglio 1970) è un compositore, musicista e attore statunitense.

## Filmografia

### Compositore
- Joseph's Gift, diretto da Philippe Mora (1998)
- The Convent, diretto da Mike Mendez (2000)
- Masters of Horror - documentario televisivo (2002)
- Power Play, diretto da Joseph Zito (2003)
- The Gravedancers, diretto da Mike Mendez (2006)
- Unearthed, diretto da Matthew Leutwyler (2007)
- Autopsy, diretto da Adam Gierasch (2008)
- Doggie Heaven - corto (2008)
- Night of the Demons, diretto da Adam Gierasch (2009)
- Insidious, diretto da James Wan (2010)
- Hooked - corto (2011)
- 11-11-11, diretto da Darren Lynn Bousman (2011)
- Dark Skies - Oscure presenze (Dark Skies), regia di Scott Stewart (2013)
- L'evocazione - The Conjuring (The Conjuring), diretto da James Wan (2013)
- Oltre i confini del male - Insidious 2 (Insidious: Chapter 2), regia di James Wan (2013)
- Annabelle, diretto da John R. Leonetti (2014)
- Insidious 3 - L'inizio (Insidious: Chapter 3), diretto da Leigh Whannell (2015)
- The Vatican Tapes, diretto da Mark Neveldine (2015)
- The Conjuring - Il caso Enfield (The Conjuring 2), regia di James Wan (2016)
- Annabelle 3 (Annabelle Comes Home), regia di Gary Dauberman (2019)
- Il sacro male (The Unholy), regia di Evan Spiliotopoulos (2021)
- The Conjuring - Per ordine del diavolo (The Conjuring: The Devil Made Me Do It), regia di Michael Chaves (2021)
- Malignant, regia di James Wan (2021)
- The Free Fall, regia di Adam Stilwell (2021)
- La profezia del male (Tarot), regia di Spenser Cohen e Anna Halberg (2024)

### Attore
- Insidious, regia di James Wan (2010)
- L'evocazione - The Conjuring (The Conjuring), regia di James Wan (2013)
- Annabelle, regia di John R. Leonetti (2014)
- Insidious 3 - L'inizio (Insidious: Chapter 3), regia di Leigh Whannell (2015)
- Annabelle 2: Creation (Annabelle: Creation), regia di David F. Sandberg (2017)
- Insidious - L'ultima chiave (Insidious: The Last Key), regia di Adam Robitel (2018)
- Annabelle 3 (Annabelle 3), regia di Gary Dauberman (2019)
- Insidious - La porta rossa (Insidious: The Red Door), regia di Patrick Wilson (2023)